# Alexandre Efimov
Pour les articles homonymes, voir Iefimov.
Alexandre Ivanovitch Efimov (russe : Александр Иванович Ефимов, transcription anglaise Alexander Ivanovich Efimov, (né le 22 avril 1988) est un mathématicien russe.

## Formation et carrière
Efimov est diplômé de l'université indépendante de Moscou avec un diplôme d'études supérieures en 2009, avec une thèse sur la déformation d'objets dans des catégories dérivées et des variétés de Grassmann non commutatives, et de l'université Lomonosov. Il a effectué son doctorat en 2011 à l'Institut Steklov de Moscou sous la direction de Dmitri Orlov. De 2010 à 2017, il a mené des recherches à l'École des hautes études en sciences économiques au Laboratoire de géométrie algébrique et ses applications et au Laboratoire de symétrie des miroirs et des formes automorphes. Il mène des recherches à l'Institut Steklov de Moscou.

## Travaux
Ses travaux concernent la géométrie algébrique, l'algèbre homologique, la symétrie miroir, la géométrie non commutative et l'algèbre quantique.

## Prix et distinctions
En 2013/14, il est un Newton Research Fellow à l'université de Warwick.
En 2008 et 2010, il a reçu la première place du concours Möbius. En 2016, il a reçu le prix de la Société mathématique de Moscou. Pour 2020/21, il a reçu le Prix de la Société mathématique européenne . 

## Publications
- avec V. A. Lunts, D. Orlov: Deformation theory of objects in homotopy and derived categories, part 1, Advances in Mathematics, vol 222, 2009, p. 359–401, Arxiv, part 2, vol 224, 2010, p. 45–102, Arxiv, part 3, vol 226, 2011, p. 3857–3911, Arxiv
- Quantum cluster variables via vanishing cycles, Arxiv, 2011
- A proof of the Kontsevich-Soibelman conjecture, Mat. Sb., vol 202, 2011, p. 527–546, Arxiv
- Homological mirror symmetry for curves of higher genus, Adv. Math., vol 230, 2012, p. 493–530, Arxiv
- Cohomological Hall algebra of a symmetric quiver, Compositio Mathematica, vol 148, 2012, p. 1133–1146, Arxiv
- avec M. Abouzaid, D. Auroux, L. Katzarkov, D. Orlov: Homological mirror symmetry for punctured spheres, Journal of the American Mathematical Society, vol 26,  2013, p. 1051–1083, Arxiv
- avec L.Positselski: Coherent analogues of matrix factorizations and relative singularity categories, Algebra & Number Theory, vol 9, 2015, p. 1159–1292, Arxiv
- On the homotopy finiteness of DG categories, Russian Math. Surveys, vol 74, 2019, p. 431–460.